# Klaus Neumann (Leichtathlet)

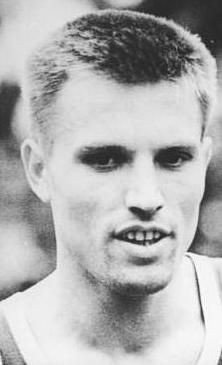
Klaus Neumann, 1968

Klaus Neumann (* 4. Januar 1942 in Habelschwerdt, Provinz Schlesien) ist ein ehemaliger deutscher Dreispringer, der für die DDR startend 1969 Europameisterschafts-Dritter wurde.
1964 wurde er DDR-Meister in der Halle und im Freien, 1968 wurde er erneut DDR-Meister, bis 1972 wurde er noch dreimal Zweiter hinter Jörg Drehmel. Am 22. Juni 1968 stellte er in Jena mit 16,82 m einen DDR-Rekord auf.
Bei den Europäischen Hallenspielen 1967 und den Olympischen Spielen 1968 in Mexiko-Stadt konnte er sich nicht für das Finale qualifizieren. Bei den Leichtathletik-Europameisterschaften 1969 in Athen gelang ihm in der Qualifikation mit 16,78 m der weiteste Sprung. Im Finale wurden nahezu alle Weiten mit unzulässiger Windunterstützung erzielt. Neumann belegte mit 16,68 m den dritten Platz hinter Wiktor Sanejew aus der UdSSR mit 17,34 m und dem Ungarn Zoltán Cziffra mit 16,85 m.
Bei einer Körpergröße von 1,80 m betrug Neumanns Wettkampfgewicht 80 kg. Er trat zunächst für Dynamo Adlershof an, später dann für den SC Dynamo Berlin.